# Giambattista Spinola (1646-1719)
Giambattista Spinola dit el Jove (Gènova, 4 d'agost de 1646 – Roma, 19 de març de 1719) va ser un cardenal italià.

## Biografia

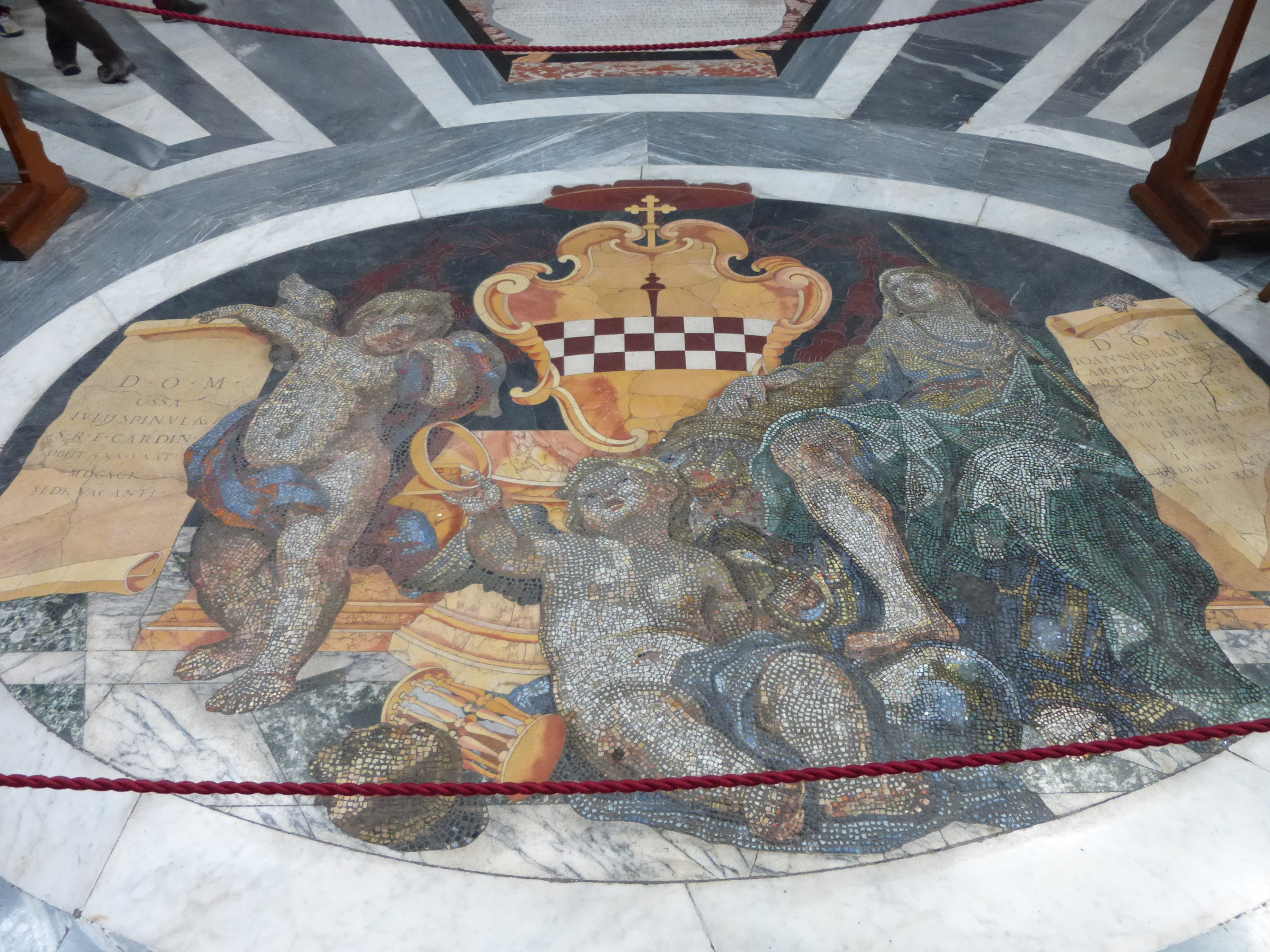
Tomba dels cardenals Giulio i Giambattista Spinola a Sant'Andrea al Quirinale

Nebot dels cardenals Giulio Spinola i Giambattista Spinola (anomenat el Vell) per tal no ser confós amb el seu nebot), en 1665 es va traslladar amb el seu oncle a la nunciatura a Àustria ; Va ser nomenat per l'emperador Leopold I Camarlenc d'Honor i Cavaller de la Clau d'or.
Es va traslladar a Roma, on va ser relator del subcomitè de la Sacra Consulta, sota el pontificat del papa Climent X governador de Tivoli, Fano i Ascoli entre el 1670 i el 1676. Des del 28 de febrer de 1688 va ser tutor de Sant Spirito in Sassia. Des del 12 d'octubre de 1689 va ser secretari de la Santa Seu. Del 28 de juliol de 1691 al 12 de desembre de 1695 va ser governador de Roma i vice camarlenc de la Santa Església Romana i consulta dels tribunals de la Signatura Apostòlica i de Gràcia i Justícia.
Va ser creat cardenal diaca al consistori del 12 de desembre de 1695 pel papa Innocenci XII, que va haver de concedir una dispensa en ser el seu oncle membre del Col·legi de Cardenals i encara no hagués rebut encara els ordres menors; el 2 de gener de 1696 li va ser atorgada la diaconia de San Cesareo a Palatio. L'11 de gener de 1696 va rebre tots els graus dels ordes sagrats i sense intervals de temps entre ells gràcies a la dispensa; ja en 1694 va ser nomenat arquebisbe de Gènova, una posició que va ocupar fins al 1705. Va ser llegat a Bolonya des del 25 de febrer de 1697.
El 24 de novembre de 1698 va ser nomenat Camarlenc de la Santa Església Romana, un càrrec que va mantenir fins a la seva mort. Es va triar com a secretari, el canonge Cesare Antonio Vergara, un conegut numismàtic lucà, autor del llibre « Monete del regno di Napoli da Roggiero primo re fino all'augustissmo regnante Carlo VI imperadore, e II re cattolico.»
Va participar en el conclave de 1700 que va triar el papa Climent XI. El 25 de gener de 1706 va optar per l'ordre sacerdotal i la seva diaconia va ser elevada al títol pro illa vice.
Va morir el 19 de març de 1719 al seu palau romà a causa de la gota. Les seves restes van ser exposades a la basílica dels Sants Dotze Apòstols, on es van realitzar els funerals el 22 de març. Va ser enterrat a la tomba del cardenal Giulio Spinola, a l'església de Sant'Andrea al Quirinale.

## Honors
Cavaller de la Clau d'or 1665